# El Belala
El Belala (em árabe: البلالة) é uma comuna localizada na província de Oum El Bouaghi, Argélia. De acordo com o censo de 2008, a população total da cidade era de 2 477 habitantes.